# عبدالله‌خان علاءالملک
عبدالله‌خان علاءالملک از بزرگان قاجار، پسر میرزا نبی‌خان امیر دیوان قزوینی و ماهنوش لب‌خانم، سی و ششمین دختر فتحعلی‌شاه قاجار، و برادر میرزا حسین خان مشیرالدوله بود.
او در ۱۲۷۴ قمری پیشکار و وزیر عبدالصمد میرزا عزالدوله، حاکم قزوین بود، پس از پیشکاری عزالدوله به حکومت های مختلف رفت و در ۲۳ جمادی‌الثانی ۱۳۰۸ قمری بر اثر سکته درگذشت. او در نواختن تار، شاگرد آقا علی‌اکبر فراهانی بوده‌است.